# La Désirade (île)
Pour les articles homonymes, voir La Désirade.
La Désirade est une île française de l'arc des Petites Antilles et une dépendance administrative de la Guadeloupe. Située à une dizaine de kilomètres à l'est de la Grande-Terre, elle est également une commune du même nom, qui intègre les îles de la Petite-Terre. Ses habitants sont les Désiradiens.

## Géographie

### Toponymie
La Désirade est la première terre aperçue, 21 jours après avoir quitté les îles Canaries, par Christophe Colomb et ses marins au cours de son deuxième voyage, en 1493. L'île devrait son nom au soulagement des membres de l'équipage apercevant la première terre ferme depuis leur départ des îles Canaries. Ils s'écrièrent donc : « Oh île tant désirée... ».

### Localisation et détroit
| Antigua, à 102 km      | Amérique du Nord, à 2 240 km                            | Europe, à 5 600 km   |
| Grande-Terre, à 10 km  | Désirade                                                | Cap-Vert, à 3 780 km |
| Terre-de-Haut, à 68 km | Îles de la Petite-Terre, à 12 km Marie-Galante, à 37 km |                      |

La Désirade est séparée de l'île de Grande-Terre par le Canal de La Désirade.

### Géologie, topographie et hydrographie

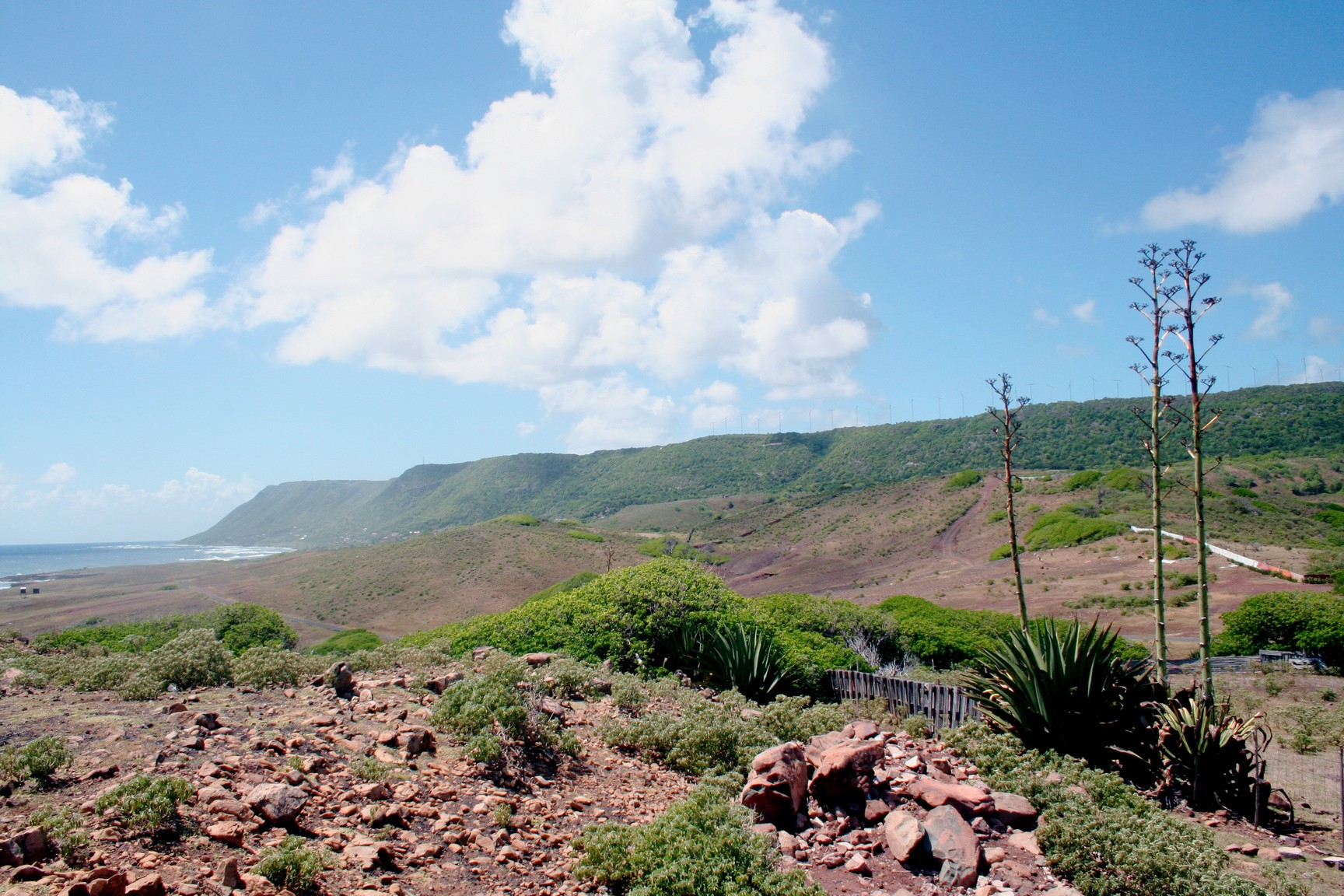
Vue du plateau calcaire, abrupt au nord-est et s'inclinant en pente douce au sud-ouest.

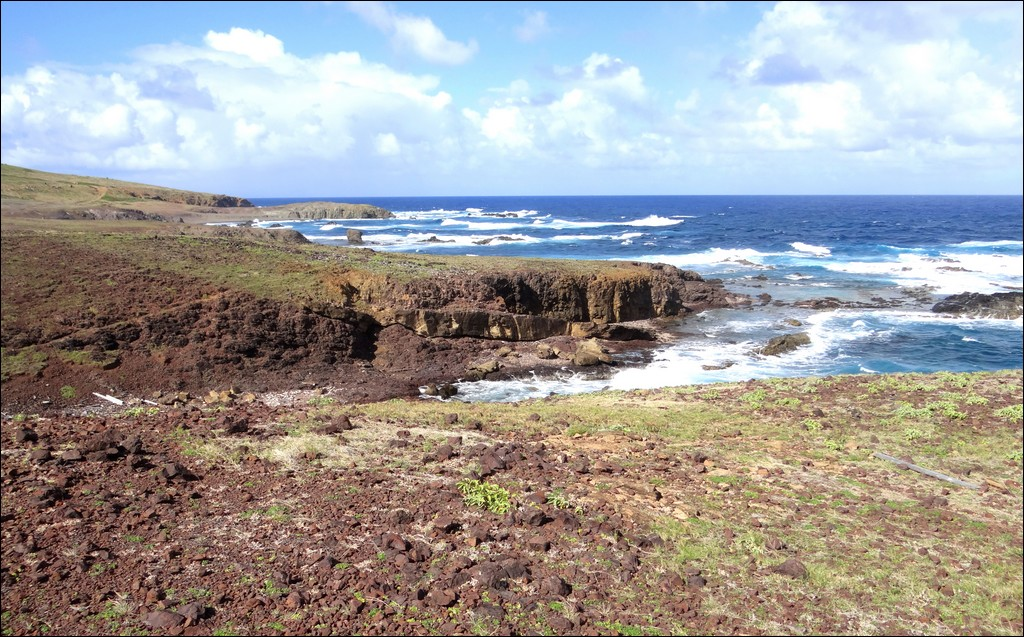
Réserve naturelle nationale de la Désirade - Avec le patrimoine géologique exceptionnel de la Pointe Mancenillier.

La Désirade est une île calcaire, un atoll surélevé, de forme allongée de onze kilomètres de longueur pour deux kilomètres de largeur soit 22 km2 environ, qui se présente comme un vaste plateau incliné vers le nord-ouest et dont La Grande-Montagne, qui atteint 275 mètres d'altitude, est le point culminant. L'île propose divers sites d'un intérêt scientifique important. Car les affleurements, les roches (basaltiques, andésitiques, calcaires, biodétritiques, sédimentaires, etc.) ainsi que les plantes, permettent de reconstruire l'histoire de la formation des Petites Antilles, du Jurassique supérieur jusqu'à nos jours. Les côtes, plus découpées au nord et à l'est, sont souvent bordées de hautes falaises blanchâtres.
Une barrière de cayes (récifs coralliens) protège la région de Beauséjour, au sud-est de l'île. Des récifs sous-marins frangeants peu développés sont présents sur la côte sud, à l'anse de Baie-Mahault, l'anse Petite-Rivière et la Grande Anse. Les fonds sous-marins meubles sont instables et occupés seulement par endroits par des herbiers à Thalassia testudinum souvent clairsemés.
Le relief de l'île ne favorise pas la condensation de l'eau météorique et il n'y a donc aucun cours d'eau sur le territoire. Dès 1991, l'île est approvisionnée en eau potable, depuis Grande-Terre, mais en 2007 un ouragan a détruit la canalisation[réf. nécessaire].

### Climat
Le climat y est de type tropical, cependant plus sec que la « Guadeloupe continentale ». En 1989, l'île fut dévastée par l'ouragan Hugo.

### Paysage et environnement

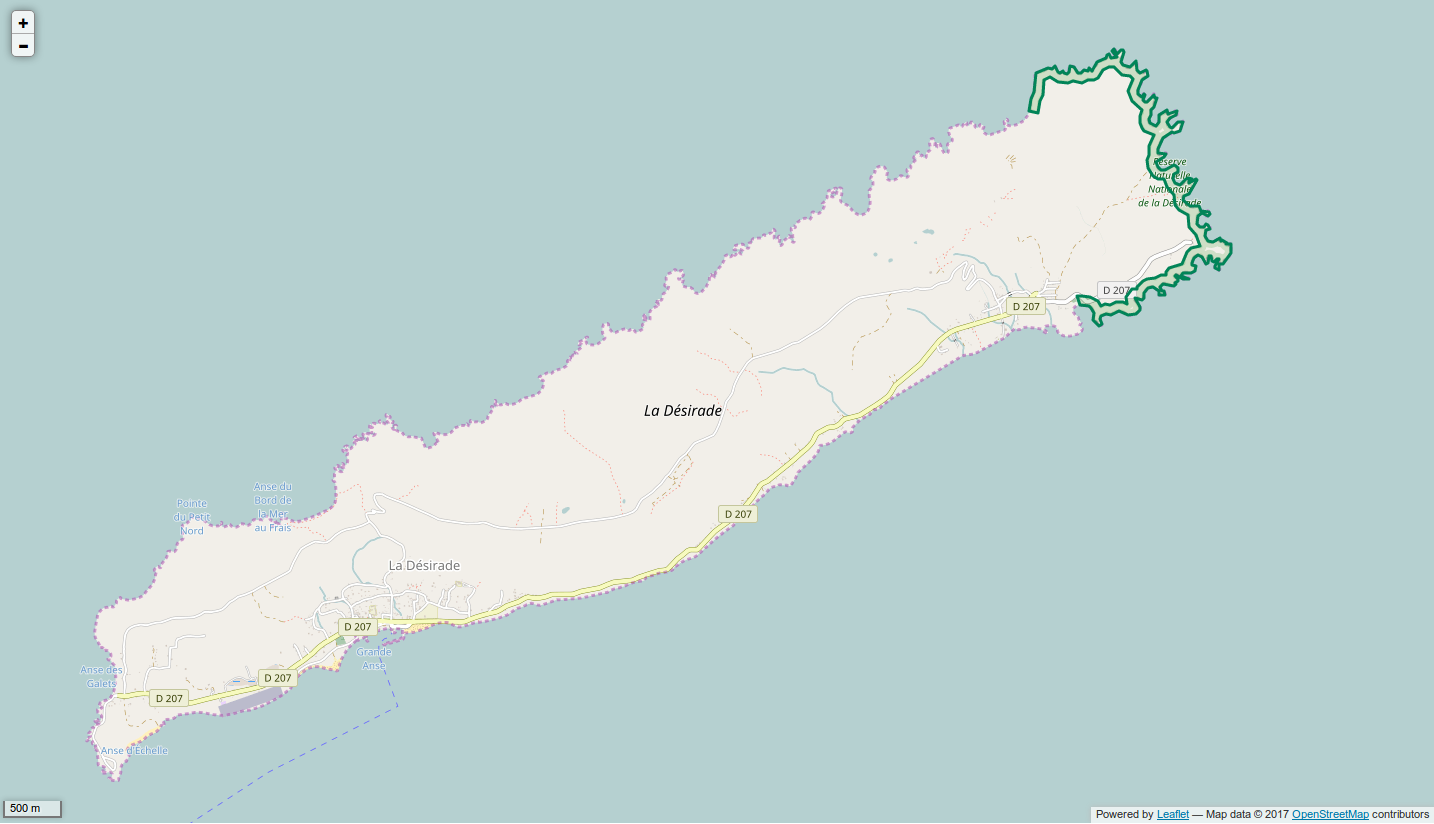
Réserve naturelle nationale de La Désirade.

#### Réserve naturelle
En 2011, une réserve naturelle a été créée au nord-est de l'île.

#### Flore
La végétation est essentiellement à caractère xérophile : cactus-cierges (dont Pilosocereus royenii), cactus-raquettes, cactus « tête-à-l'anglais » (Melocactus intortus), etc. En outre, une végétation mésophile existe dans les grandes ravines abritées du vent qui entaillent le plateau. Y poussent le courbaril, le fromager, le goyavier. Les palétuviers ont presque disparu de l'île.

#### Faune
La faune comprend surtout des oiseaux marins : frégates, pélicans et phaétons, des iguanes des Petites Antilles, des agoutis aussi appelés « lièvres dorés ». En 2021 a été identifiée à partir d'ossements retrouvés à La Désirade, une espèce de lézard désormais éteinte mais endémique de l'archipel, le Léiocéphale roquet,. Au large des côtes désiradiennes, il est fréquent d'observer le déplacement de cétacés.

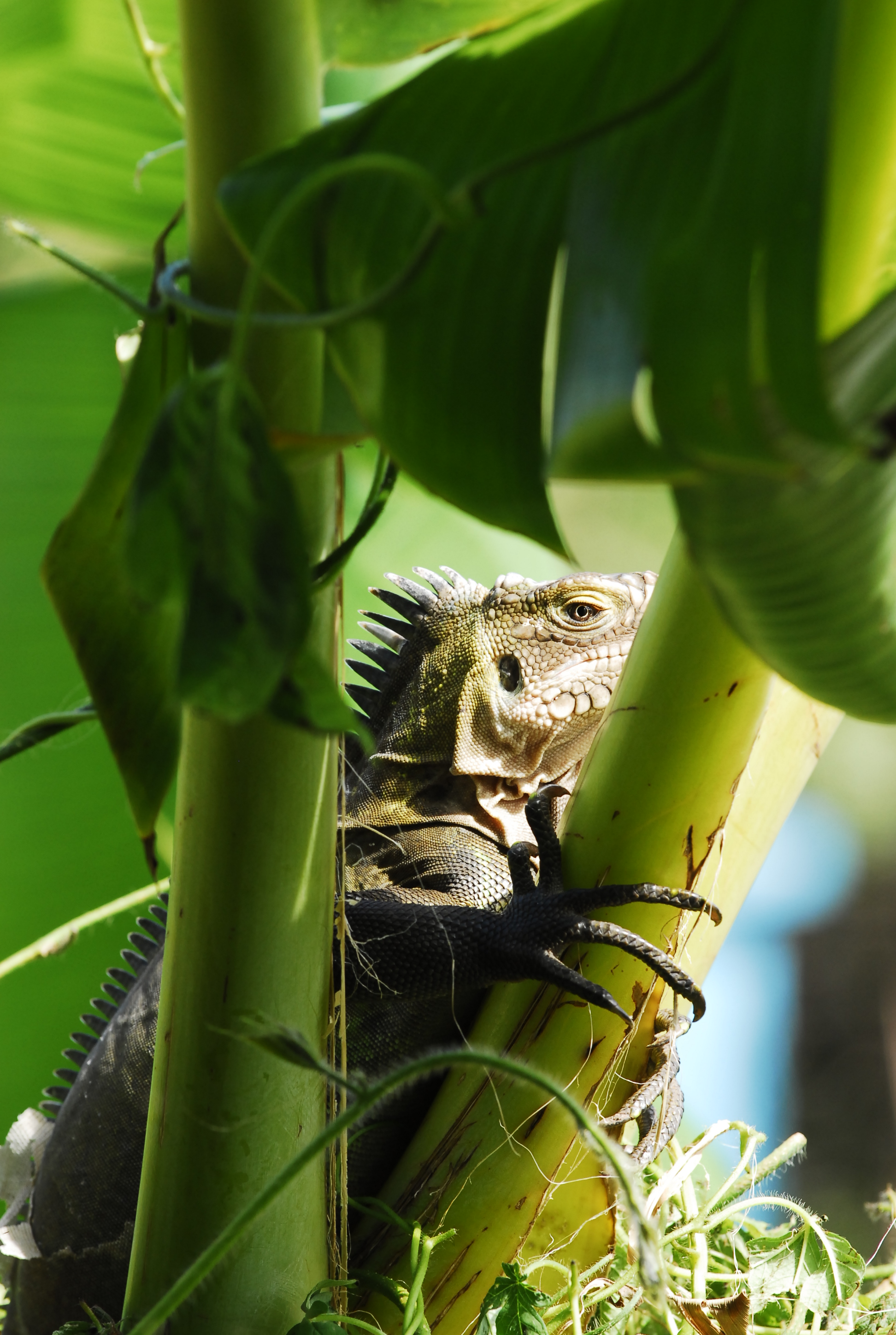
Iguana delicatissima, espèce d'iguane endémique des Petites Antilles.
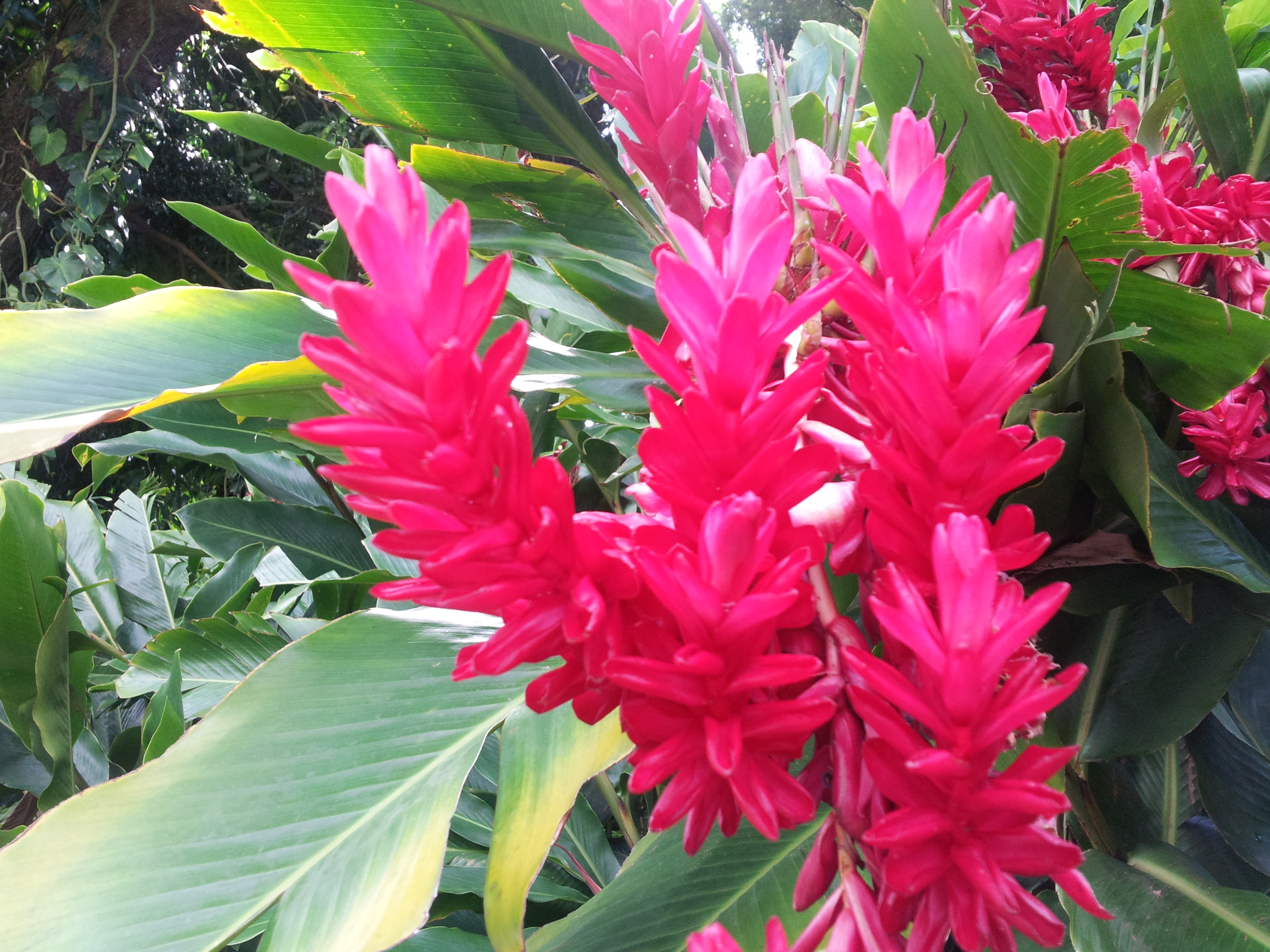
Fleurs de la Désirade.
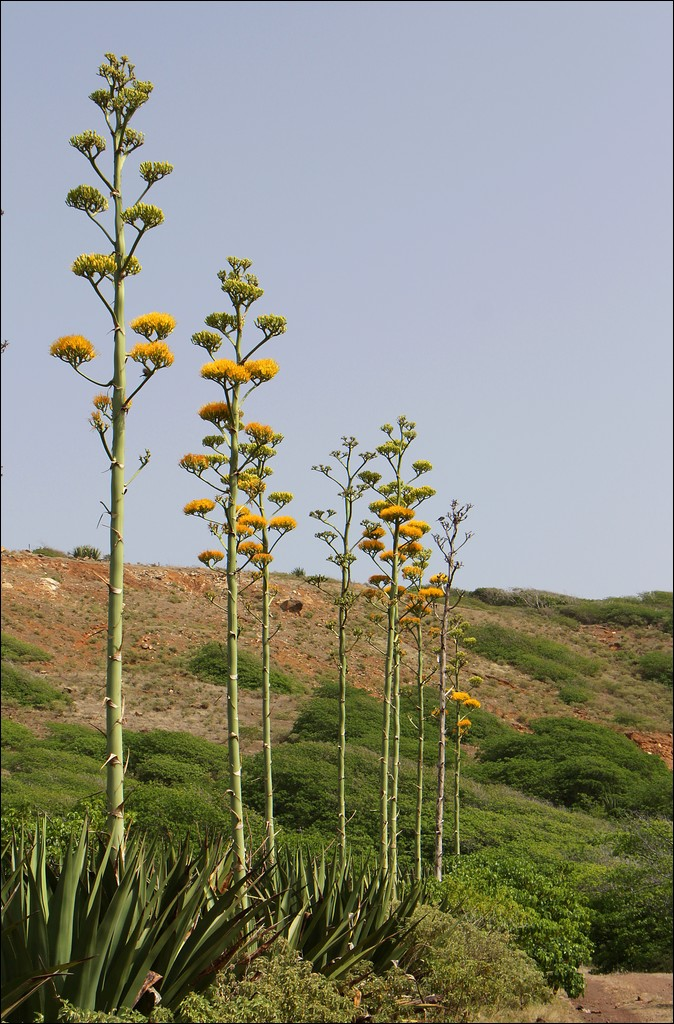
Agaves.
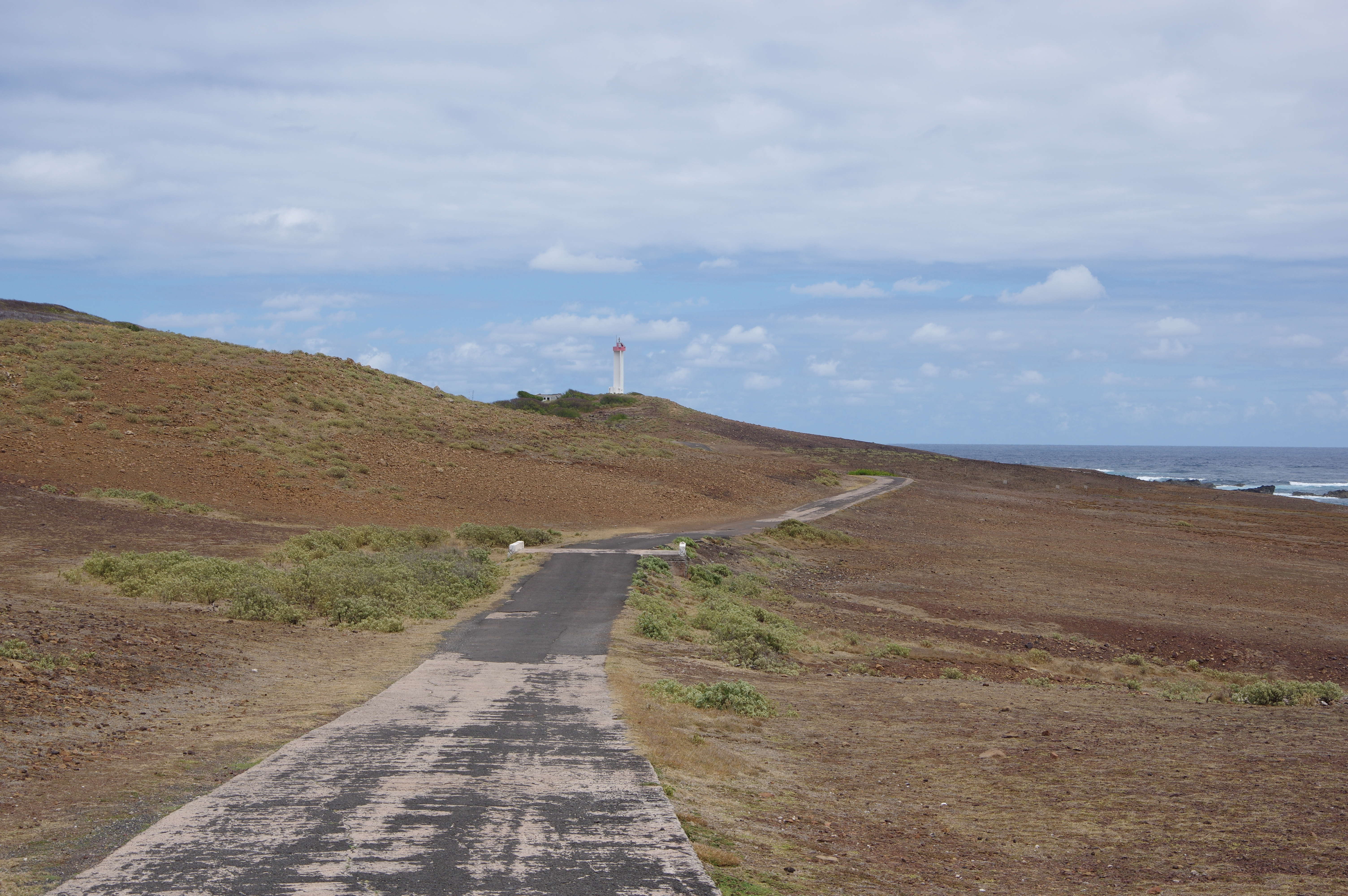
Végétation rase.
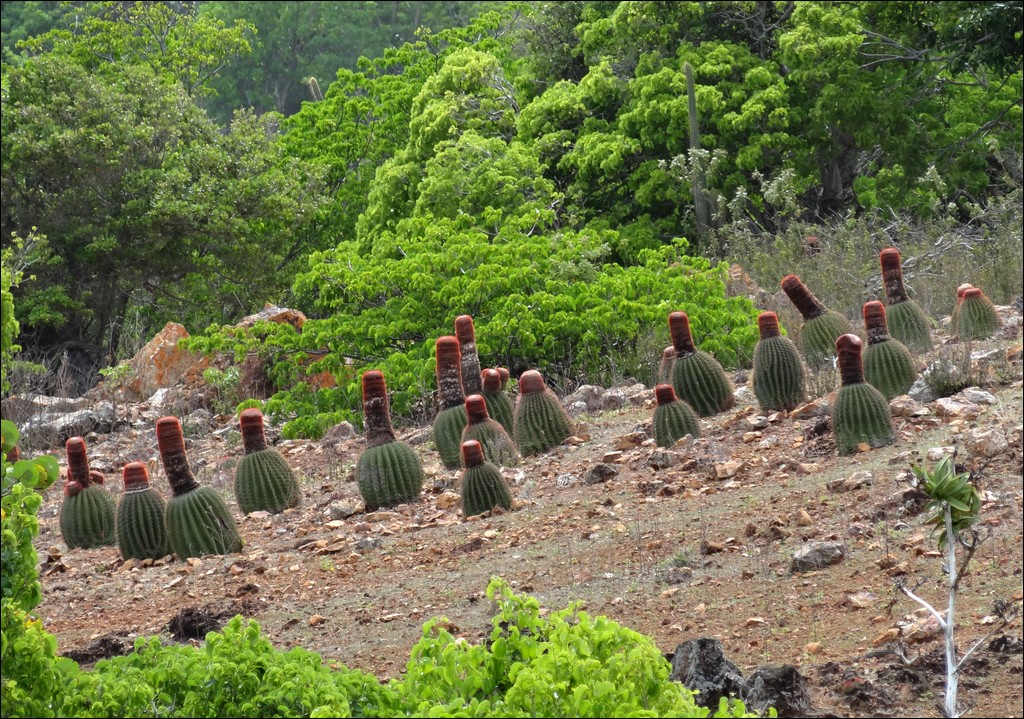
Cactus "Tête à l'Anglais".

## Histoire
Pour un article plus général, voir Histoire de la Guadeloupe.
Plusieurs sites archéologiques témoignent de la présence de populations amérindiennes dès le IIIe siècle sur l'île.
L'île est la première terre découverte lors du deuxième voyage de Christophe Colomb, le 2 novembre 1493. Les Espagnols la fréquentèrent au XVIIe siècle. Peu propice à l'agriculture, elle servit de repaire aux corsaires[réf. nécessaire].
La Désirade devient une dépendance de la Guadeloupe en 1648. Quelques plantations de coton s'y implantèrent. Au début du XVIIIe siècle, le roi Louis XV approuve par décision du 16 octobre 1725 la séquestration, à La Désirade, des lépreux présents sur la Grande Terre de la Guadeloupe. Une léproserie est installée à Baie-Mahault, à l'extrémité orientale de l'île. Les malades souffraient de conditions de vie difficiles. Elle ferme ses portes en 1952. Les Galets, à l'extrémité occidentale, est un lieu de relégation pour les délinquants de Grande-Terre ainsi que pour quelques nobles métropolitains.
Le 15 juillet 1763 par une autre ordonnance, le roi Louis XV choisi l’île pour détenir les enfants délinquants envoyés par leurs familles. Le pénitencier qui y est construit ne reçoit personne et est fermé en 1767. 
Sur les quelques mètres carrés de la « place du Maire mendiant » — ainsi dénommée en mémoire de Joseph Daney de Marcillac qui parcourut inlassablement la Guadeloupe pour financer la reconstruction de l'île après le grand ouragan Okeechobee de 1928 — se concentrent l'église Notre-Dame du bon secours, flanquée de son campanile et d'un maître-autel en poirier pays massif, le petit hôtel de ville, le buste de l'héroïque Victor Schœlcher, des canons, et un monument aux morts en hommage aux anciens marins disparus, rappelant la place primordiale que tient la pêche dans l'économie de l'île. Une fête des marins pêcheurs avec procession a lieu chaque année le 16 août.

## Démographie
| 1 496                                                            | 1 621 | 1 595 |
| Nombre retenu à partir de 1962 : Population sans doubles comptes |       |       |

## Économie

### Secteur primaire

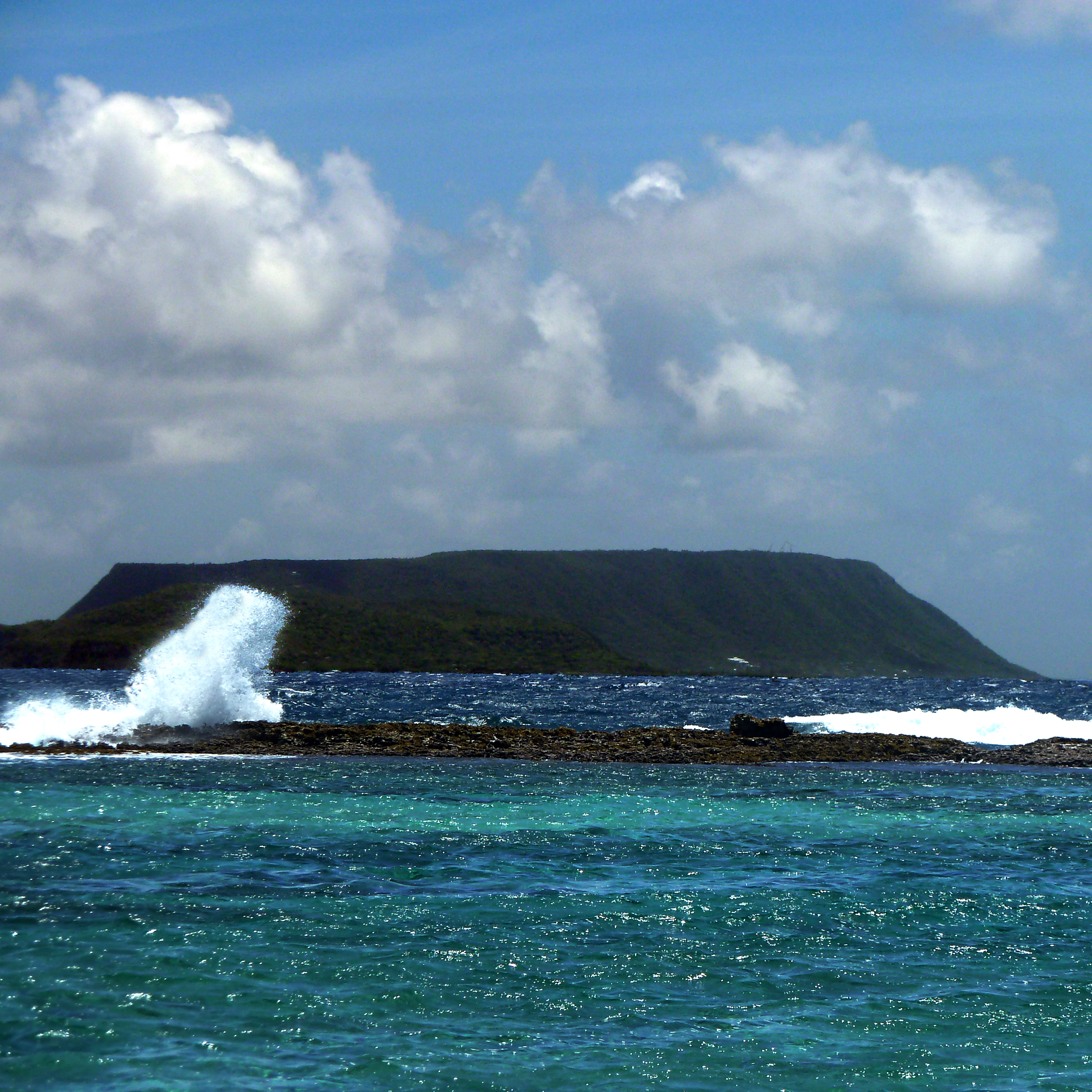
La Désirade vue depuis la pointe des Châteaux sur Grande Terre.

La pêche est la principale activité des Désiradiens.

### Secteur tertiaire
Le tourisme a commencé à s'y implanter grâce aux attraits des îles de la Petite-Terre. L'île, qui a signé le 18 avril 2009 une Charte de développement durable se tourne vers l'écotourisme.

### Énergie
C'est sur la Désirade, particulièrement exposée aux alizés; qu'a été installé dès 1993 le premier parc éolien de type anticyclonique du département de la Guadeloupe, avec 20 éoliennes d'une puissance de 25 kW chacune surplombant la section du Souffleur. Ces éoliennes étaient rabattables à l'approche des cyclones, grâce à une technique qui a été expérimentée pour la première fois sur l'île. Elles ont été remplacées ultérieurement par 6 éoliennes de dernière technologie, moins bruyantes et capables de produire par vent faible une puissance nominale de 275 kW chacune.
Le second site a été implanté sur les hauteurs de la section de Baie Mahault : 35 éoliennes de 60 kW.
La puissance installée des fermes éoliennes de l'île est de 3,8 MW. La production est partagée au sein du réseau électrique de la Guadeloupe via un câble sous-marin.

### Eau
Ce n'est qu'en 1991 que La Désirade a été raccordée au réseau d'eau de la Guadeloupe continentale. Auparavant les habitants utilisaient l'eau de pluie récupérée dans des citernes et puisaient de l'eau dans les sources de l'île. Depuis la rupture du câble sous-marin alimentant l'île en électricité par le cyclone Dean en aout 2007, la mairie tente d'améliorer son autonomie vis-à-vis du continent[réf. nécessaire]. En conséquence, des citernes communales doivent être réhabilitées, et les particuliers sont incités à installer des citernes individuelles.

## Enseignement

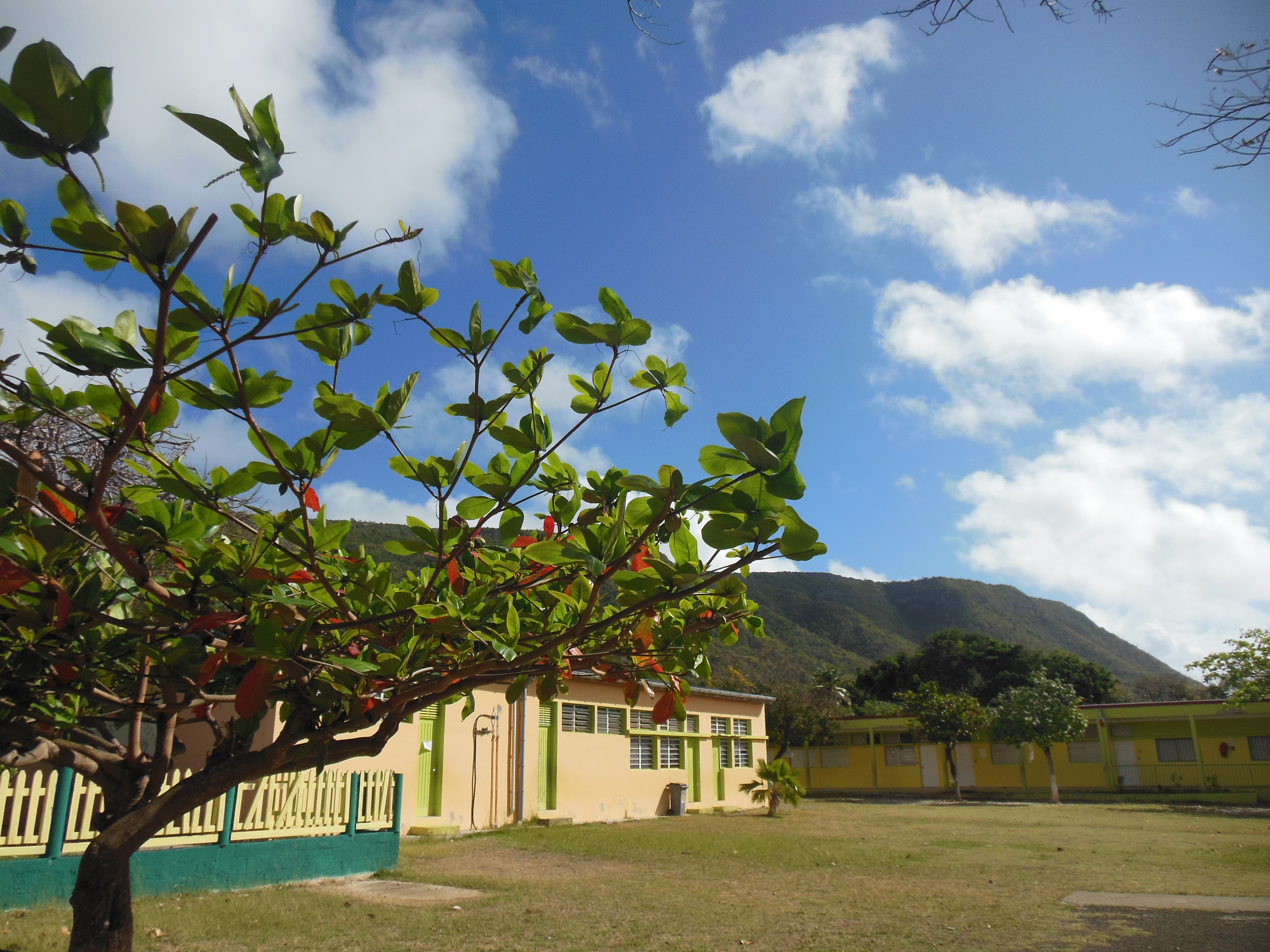
Une école primaire de la Désirade.

L'île accueille sur son territoire le collège Maryse-Condé.

## Transports
La commune de La Désirade a mis en place en novembre 2012, un service d'autobus appelé Désirbus.
Des navettes maritimes effectuent des rotations depuis l'île vers Grande-Terre et la commune de Saint-François. Et l'île est accessible par des avions touristiques légers pouvant faire des rotations sur l'aérodrome de La Désirade de Grande-Anse, depuis l'aéroport Guadeloupe-Pôle Caraïbes.

## Culture et patrimoine

### Monuments et lieux touristiques
- La réserve naturelle nationale des îles de la Petite-Terre
- Le phare de la Pointe Doublé
- L'ancienne station météorologique de la Pointe Doublé, (inscrite à l'inventaire des monuments historiques)[15]
- Le cimetière marin de Beauséjour
- Les plages de Grande-Anse, du Souffleur et de Baie-Mahault.
- Les ruines de la léproserie et de l'ancienne cotonnerie
- L'église Notre-Dame-du-Bon-Secours, construite en 1754 et modifiée après les cyclones de 1899 et 1928. Un clocher et deux chapelles sont ajoutés en 1935. À l'intérieur l'autel est en bois brut de poirier pays.
- La chapelle Notre-Dame-du-Calvaire, construite en 1905. Dernière étape du chemin de croix.
- Plusieurs panoramas autour de l'île et les falaises de la côte nord.

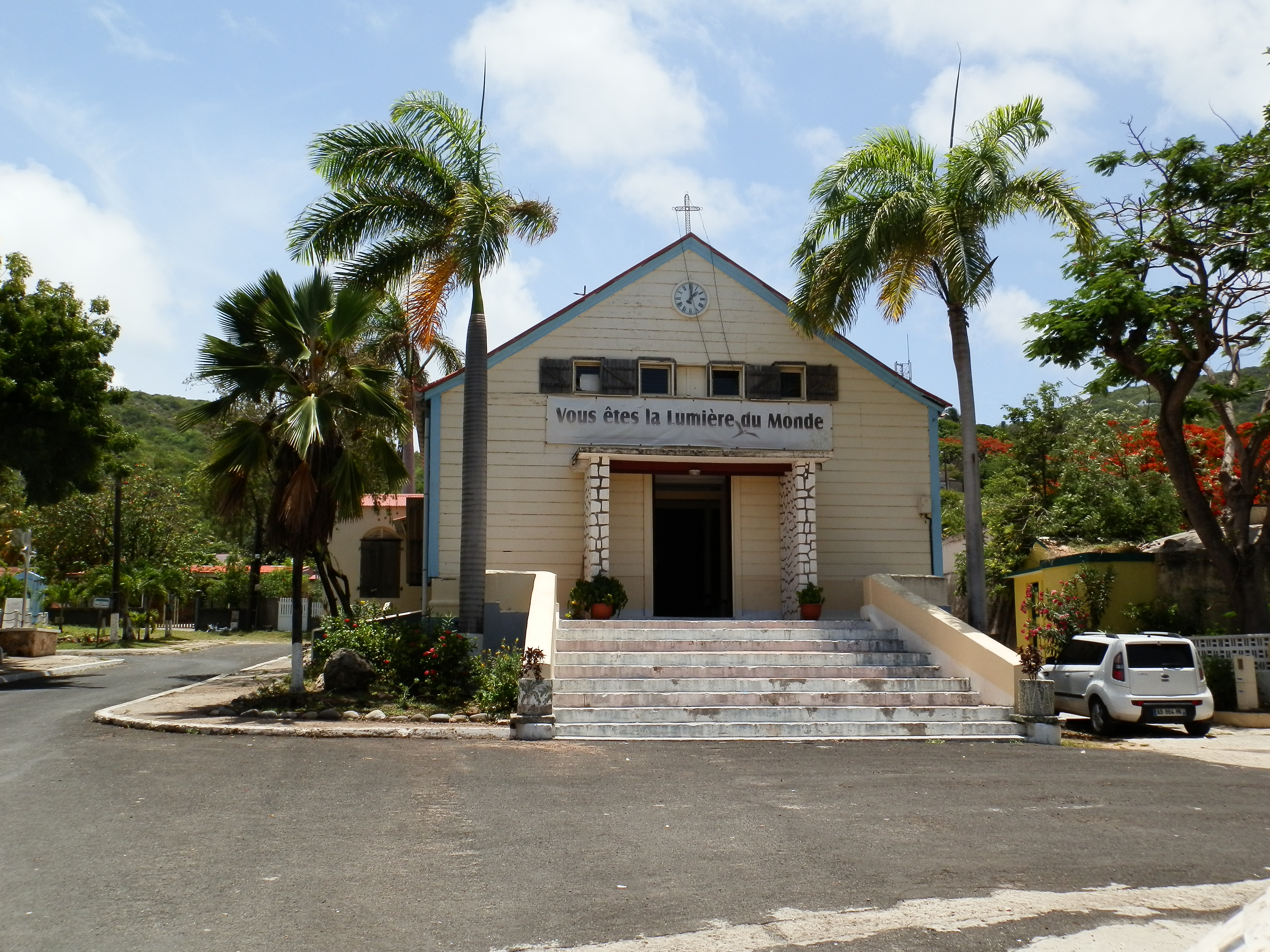
église Notre-Dame-du-Bon-Secours.
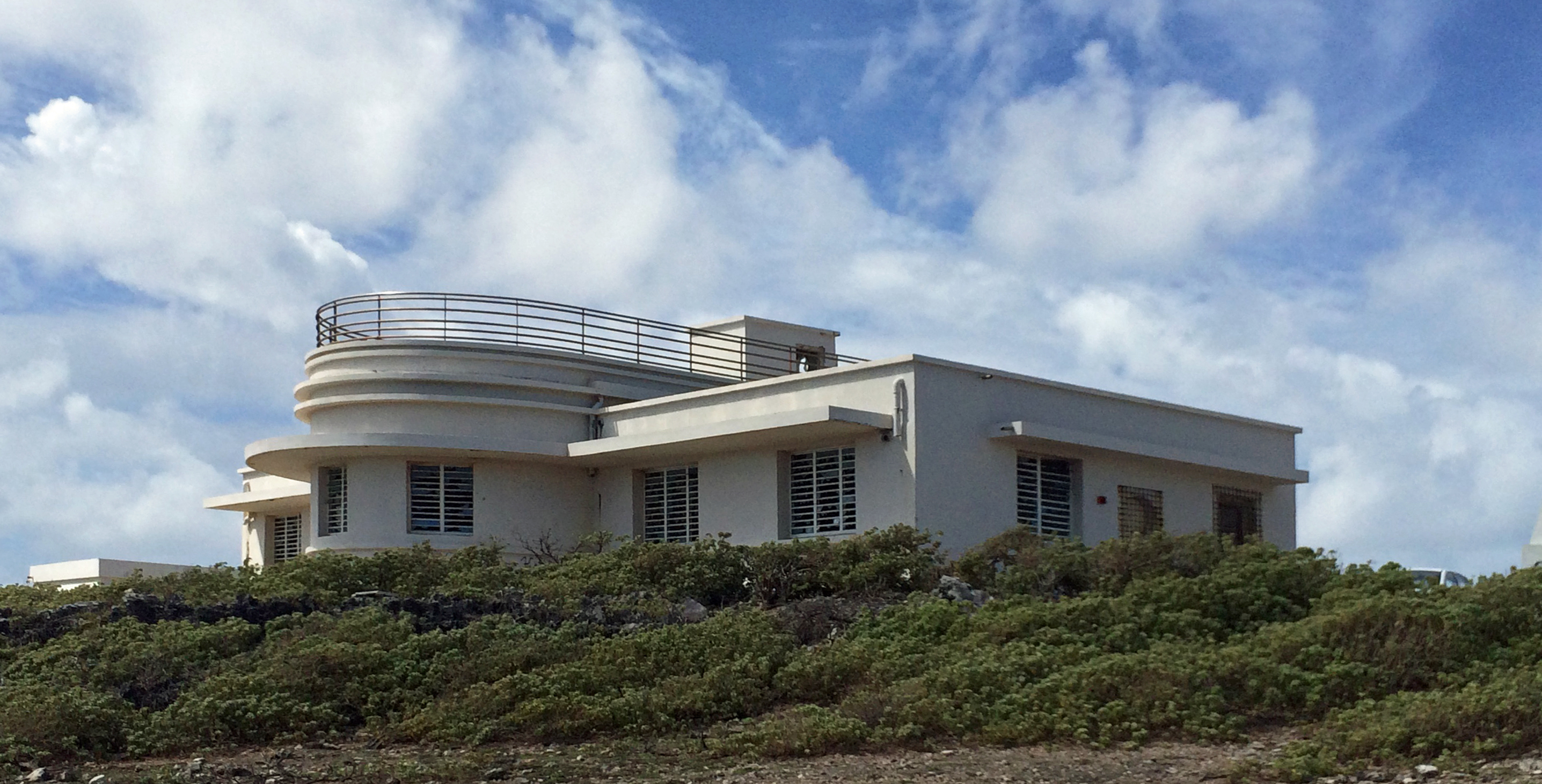
Station météorologique de La Désirade.
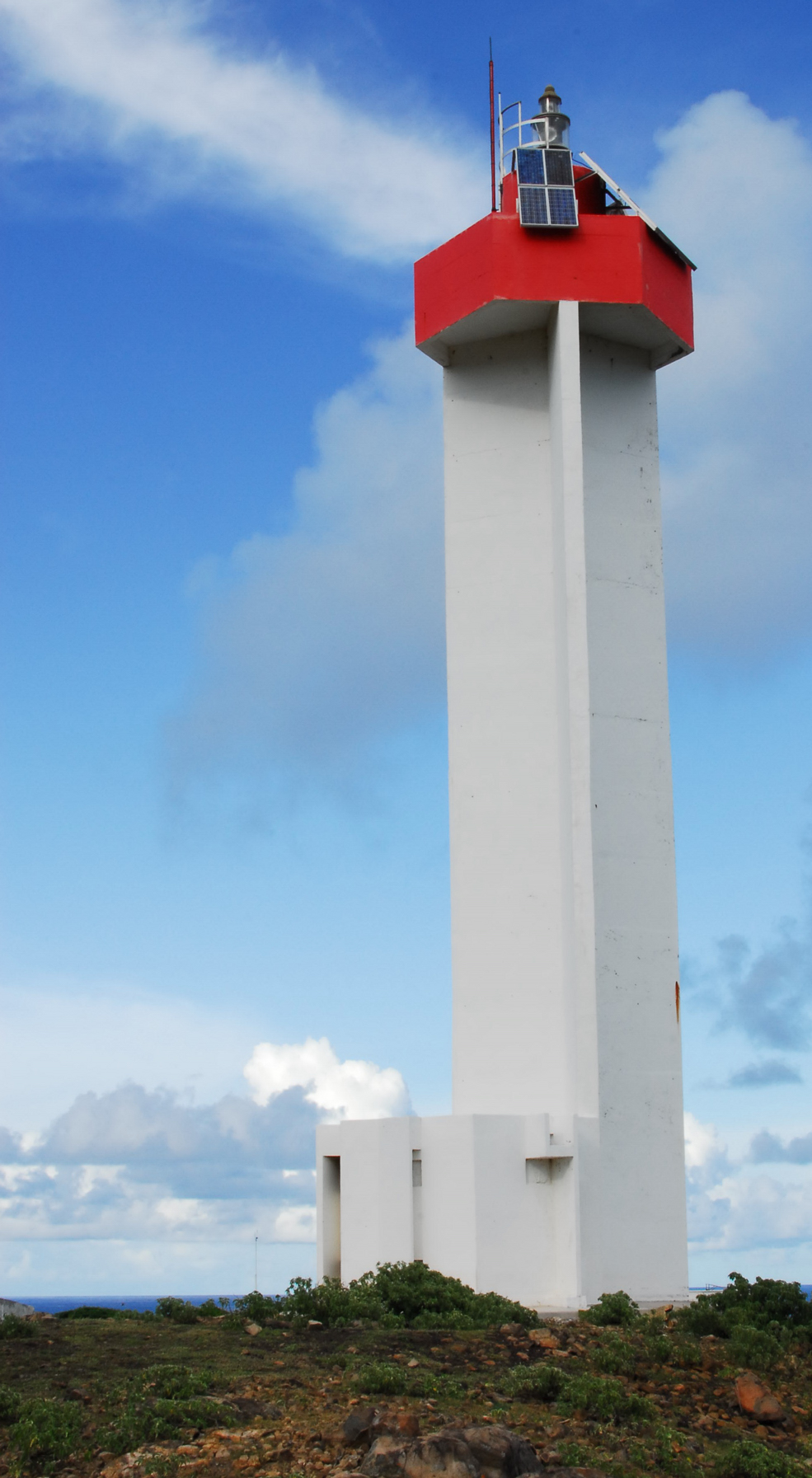
Phare de la Pointe Doublé.
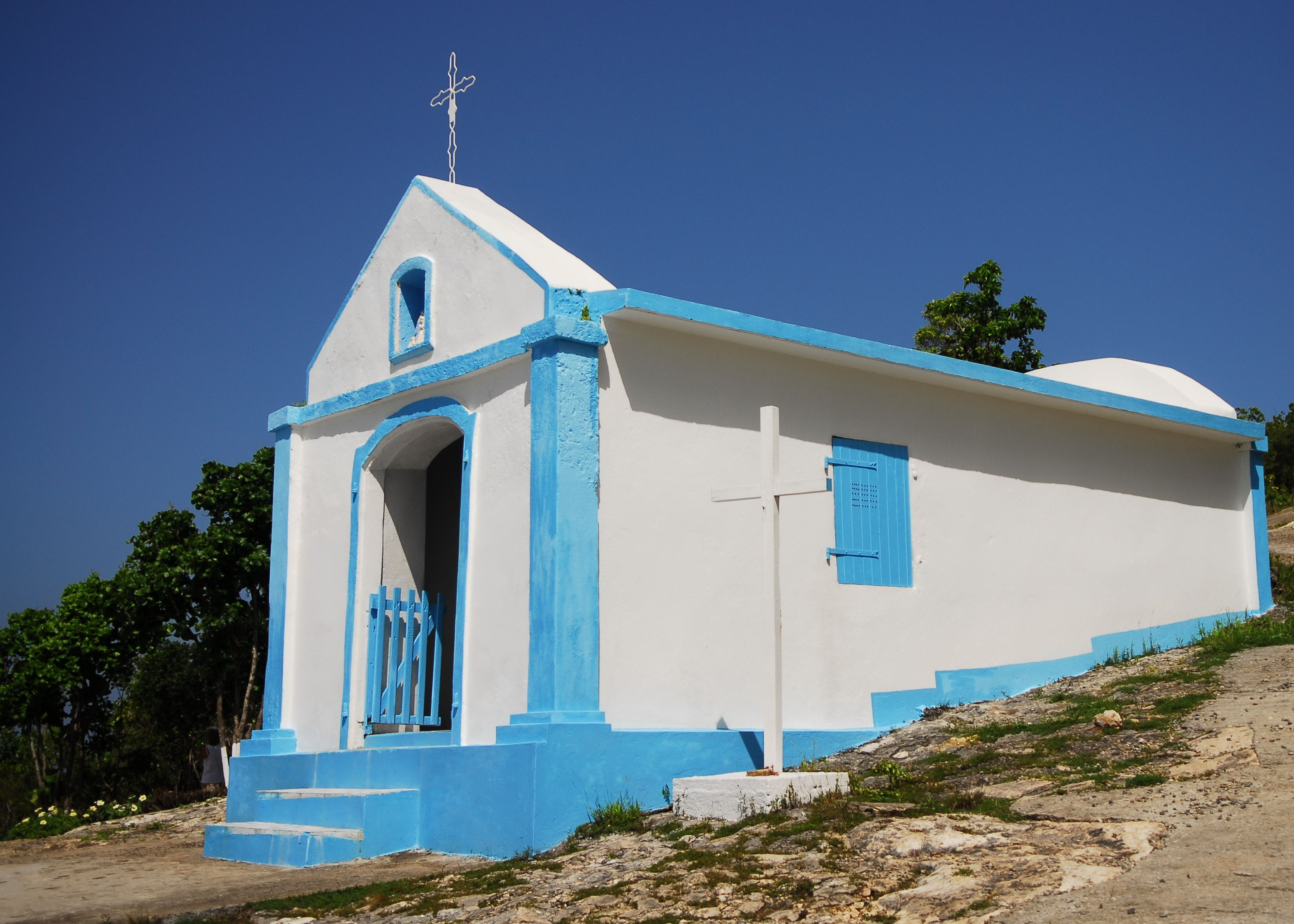
La chapelle Notre-Dame-du-Calvaire.

### Fêtes et commémorations
Les principales fêtes de l'île sont : La fête du cabri ou Fèt a kabrit, se déroulant habituellement dans le courant du mois d'avril, et la fête des pêcheurs se tenant le 16 août.

## Personnalités liées à la commune
- Thierry Henry (de par son père né sur l'île).